# Cornelis Jacobus Swierstra

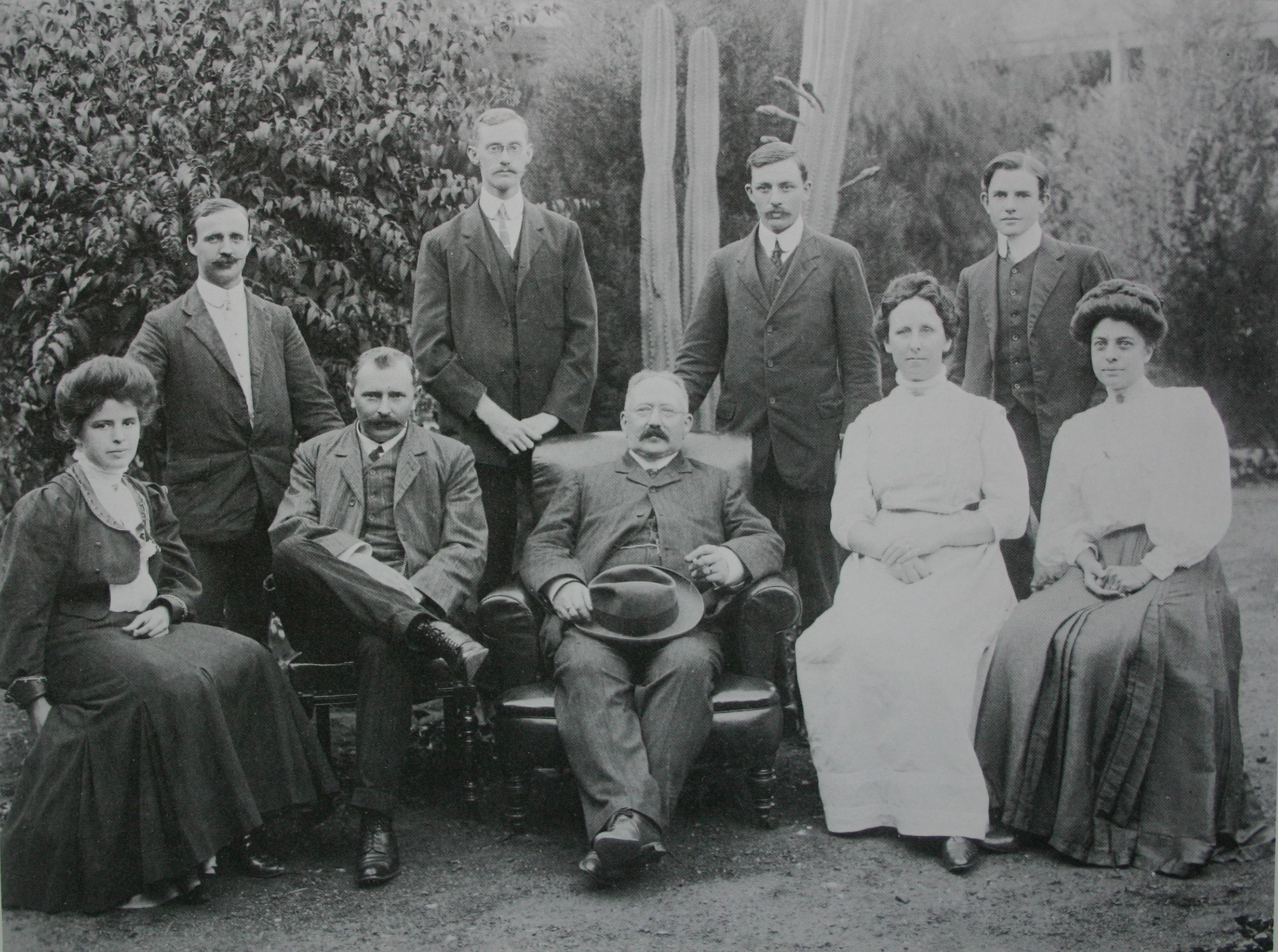
Personeel van het Transvaal Museum in maart 1909. Swierstra is de tweede van links van de zittende personen.

Cornelis Jacobus Swierstra (Amsterdam, 22 oktober 1874 – Pretoria, 11 maart 1952), was een in Nederland geboren Zuid-Afrikaanse entomoloog. Hij studeerde biologie aan de Universiteit van Amsterdam met als specialisatie entomologie. In 1894 emigreerde hij naar Zuid-Afrika en werkte daar vanaf 1896 aan het Transvaalmuseum (het huidige Ditsong National Museum of Natural History). Rond 1909 was hij onderdirecteur en in 1921 volgde hij Herman Gottfried Breijer op als directeur van het museum. Austin Roberts noemde in 1929 Swierstra's frankolijn naar hem. In 1936 werd hij gekozen als de eerste voorzitter van de South African Museums Association.
In 1900, trouwde Swierstra met Niesje Kwak. Het echtpaar kreeg twee kinderen. In 1912 trouwde hij Anthonia Johanna Franken met wie hij vier kinderen kreeg.

## Bron
- Dit artikel of een eerdere versie ervan is een (gedeeltelijke) vertaling van het artikel Cornelis Jacobus Swierstra op de Engelstalige Wikipedia, dat onder de licentie Creative Commons Naamsvermelding/Gelijk delen valt. Zie de bewerkingsgeschiedenis aldaar.